# ボルシア・ドルトムントの選手一覧
ボルシア・ドルトムントの選手一覧（ボルシア・ドルトムントのせんしゅいちらん）は、ボルシア・ドルトムントに所属している選手・監督・コーチの一覧。

## 現役選手・監督
在籍年と前所属を併記。

### スタッフ
| 役職 | 名前 | 在籍年 | 前職 | 備考 |
| 監督 | --   |        |      |      |

### 選手
2023年11月11日現在
| Pos | No. | 選手名                           | 在籍年                                | 前所属                             | 備考                 |
| GK  | 1   | グレゴール・コベル               | 2021年-                               | VfBシュトゥットガルト              | スイス代表           |
| GK  | 33  | アレクサンダー・マイヤー         | 2022年-                               | ヤーン・レーゲンスブルク           |                      |
| GK  | 35  | マルセル・ロトカ                 | 2022年-                               | ヘルタ・ベルリン                   | U-21ポーランド代表   |
| DF  | 2   | マテウ・モレイ                   | 2019年 -                              | FCバルセロナ B                     | U-20スペイン代表     |
| DF  | 4   | ニコ・シュロッターベック         | 2022年-                               | SCフライブルク                     | ドイツ代表           |
| DF  | 5   | ラミ・ベンセバイニ               | 2023年-                               | ボルシア・メンヒェングラートバッハ | アルジェリア代表     |
| DF  | 15  | マッツ・フンメルス               | 2008年-2009年, 2009年-2016年, 2019年- | FCバイエルン・ミュンヘン           | ドイツ代表           |
| DF  | 17  | マリウス・ヴォルフ               | 2018年-                               | アイントラハト・フランクフルト     | ドイツ代表           |
| DF  | 24  | トーマス・ムニエ                 | 2020年-                               | パリ・サンジェルマンFC             | ベルギー代表         |
| DF  | 25  | ニクラス・ジューレ               | 2022年-                               | FCバイエルン・ミュンヘン           | ドイツ代表           |
| DF  | 26  | ユリアン・リエルソン             | 2023年-                               | 1.FCウニオン・ベルリン             | ノルウェー代表       |
| DF  | 47  | アントニス・パパドプーロス       | 2021年-                               | ボルシア・ドルトムントⅡ            |                      |
| MF  | 06  | サリフ・エズジャン               | 2022年-                               | 1.FCケルン                         | トルコ代表           |
| MF  | 07  | ジョヴァンニ・レイナ             | 2019年-                               | ボルシア・ドルトムントⅡ            | アメリカ合衆国代表   |
| MF  | 08  | フェリックス・ヌメチャ           | 2023年-                               | VfLヴォルフスブルク                | ドイツ代表           |
| MF  | 11  | マルコ・ロイス                   | 2012年-                               | ボルシア・メンヒェングラートバッハ | ドイツ代表           |
| MF  | 19  | ユリアン・ブラント               | 2019年-                               | バイエル・レバークーゼン           | ドイツ代表           |
| MF  | 20  | マルセル・ザビッツァー           | 2023年-                               | RBライプツィヒ                     | オーストリア代表     |
| MF  | 23  | エムレ・ジャン                   | 2020年-                               | ユヴェントスFC                     | ドイツ代表           |
| MF  | 30  | オーレ・ポールマン               | 2023年-                               | ボルシア・ドルトムントⅡ            |                      |
| MF  | 32  | アブドゥライェ・カマラ           | 2021年-                               | パリ・サンジェルマンFC ユース      |                      |
| FW  | 9   | セバスティアン・ハラー           | 2022年-                               | アヤックス・アムステルダム         | コートジボワール代表 |
| FW  | 14  | ニクラス・フュルクルク           | 2023年-                               | ヴェルダー・ブレーメン             | ドイツ代表           |
| FW  | 16  | ジュリアン・デュランヴィル       | 2023年-                               | RSCA フューチャーズ                | U-19ベルギー代表     |
| FW  | 18  | ユスファ・ムココ                 | 2020年-                               | ボルシア・ドルトムントⅡ            | ドイツ代表           |
| FW  | 21  | ドニエル・マレン                 | 2021年-                               | PSVアイントホーフェン              | オランダ代表         |
| FW  | 27  | カリム・アデイェミ               | 2022年-                               | レッドブル・ザルツブルク           | ドイツ代表           |
| FW  | 43  | ジェイミー・バイノー＝ギッテンス | 2022年-                               | ボルシア・ドルトムントⅡ            | U-19イングランド代表 |

### 期限付き移籍加入の選手
| Pos | No. | 選手名 | 移籍元 | 移籍期間 | 備考 |

### 期限付き移籍中の選手
| Pos | No. | 選手名             | 在籍年   | 移籍先                   | 移籍期間           | 備考 |
| DF  | 0-  | トム・ローテ       | 2022年 - | ホルシュタイン・キール   | 2024年06月30日まで |      |
| DF  | 0-  | スマイラ・クリバリ | 2021年 - | ロイヤル・アントワープFC | 2024年06月30日まで |      |

## 過去に在籍した選手・スタッフ

### スタッフ

#### 監督
| - ヘルマン・エッペンホフ 1961-1964 - ハインリヒ・クフィアトコフスキ 1964 - ヘルマン・エッペンホフ 1964-1965 - ヴィリ・ムルタウプ 1965-1966 - ハインツ・ムラフ 1966-1968 - オスヴァルド・プファウ 1968 - ヘルムート・シュナイダー 1968-1969 - ヘルマン・リンデマン 1969-1970 - ホルスト・ヴィッツラー 1970-1971 - ヘルベルト・ブルデンスキ 1972-1973 - デトレフ・ブリュッゲマン 1973 - マックス・ミヒャレク 1973 - ベードル・ヤーノシュ 1973-1974 - ディーター・クーラト 1974 - オットー・クネフラー 1974-1976 - ホルスト・ブフツ 1976 - オットー・レーハーゲル 1976-1978 - カール＝ハインツ・リュール 1978-1979 | - ウリ・マスロ 1979 - ウド・ラテック 1979-1981 - ロルフ・ボック 1981 - ブランコ・ゼベツ 1981-1982 - カール＝ハインツ・フェルトカンプ 1982-1983 - ヘルムート・ヴィッテ 1983 - ウリ・マスロ 1983 - ヘルムート・ヴィッテ 1983 - ハンス＝ディーター・ティッペンハウアー 1983 - ホルスト・フランツ 1983-1984 - ティモ・コニェツカ 1984 - ラインハルト・ザフティヒ 1984 - エーリッヒ・リベック 1984-1985 - チェルナイ・パール 1985-1986 - ラインハルト・ザフティヒ 1986-1988 - ホルスト・ケッペル 1988-1991 - オットマー・ヒッツフェルト 1991-1997 - ネヴィオ・スカラ 1997-1998 | - ミヒャエル・スキッベ 1998-2000.2 - ベルント・クラウス 2000.2-2000.4 - ウド・ラテック 2000.4-2000.6 - マティアス・ザマー 2000.7-2004 - ベルト・ファン・マルワイク 2004-2006.12 - ユルゲン・レーバー 2006.12-2007.3 - トーマス・ドル 2007.3-2008.5 - ユルゲン・クロップ 2008.5-2015.6 - トーマス・トゥヘル 2015.7-2017.5 - ピーター・ボス 2017.6-2017.12 - ペーター・シュテーガー 2017.12-2018.5 - リュシアン・ファーヴル 2018.5-2020.12 - エディン・テルジッチ 2020.12-2021.7,2022.5- - マルコ・ローゼ 2021.7-2022.5 エディン・テルジッチ2022.5-2024.6 |

### 選手

#### ゴールキーパー (GK)
| - アイケ・インメル (1978-1986) - シュテファン・クロス (1990 - 1998) - イェンス・レーマン (1998 - 2003) - ロマン・ビュルキ (2015 -2022) | - ローマン・ヴァイデンフェラー (2002 - 2018) | - ミッチェル・ランゲラック (2010 - 2015) |

#### ディフェンダー (DF)
| - ネド・ゼリッチ (1992 - 1995) - シュテファン・ロイター (1992 - 2004) - マティアス・ザマー (1993 - 2000) - ジュリオ・セザール (1994 - 1998) - ユルゲン・コーラー (1995 - 2002) - ヴォルフガング・ファイアージンガー (1997 - 2000) - アルフレッド・ネイハイス (1998 - 2001) - クリスティアン・ヴェアンス (1999 - 2008) | - クリストフ・メッツェルダー (2000 - 2007) - フィリップ・デゲン (2005 - 2008) - ロベルト・コヴァチ (2007 - 2008) - パトリック・オウォモイエラ (2008 - 2013) - マッツ・フンメルス (2008 - 2016, 2019 - ) - マルセル・シュメルツァー (2008 -2022) - ネヴェン・スボティッチ (2008 - 2018) | - ウカシュ・ピシュチェク (2010 -2021) - ソクラティス・パパスタソプーロス (2013 - 2018) - マヌエル・フリードリヒ (2013 - 2014) - ラファエル・ゲレイロ (2016 -2022) - トーマス・ムニエ (2020 - ) |

#### ミッドフィールダー (MF)
| - ミヒャエル・ツォルク (1981 - 1998) - アンドレアス・メラー (1987 - 1990, 1994 - 2000) - ミヒャエル・ルンメニゲ (1988 - 1993) - クヌート・ラインハルト (1991 - 1999) - シュテファン・フロイント (1993 - 1998) - ラーシュ・リッケン (1993 - 2007) - ウラジーミル・ブット (1995 - 1997) - パウロ・ソウザ (1996 - 1998) - ポール・ランバート (1996 - 1998) - トーマス・ヘスラー (1998 - 1999) - デデ (1998 - 2011) - ヨルク・ハインリヒ (1996 - 1998, 2000 - 2003) - サンデー・オリセー (2000 - 2002, 2004 - 2005) - トマーシュ・ロシツキー (2001 - 2006) | - ダビド・オドンコール (2001 - 2006) - トルステン・フリンクス (2002 - 2004) - ギー・デメル (2002 - 2005) - セバスチャン・ケール (2002 - 2015) - フラビオ・コンセイソン (2003 - 2004) - ニクラス・イェンセン (2003 - 2005) - ヌリ・シャヒン (2005 - 2007 , 2008 - 2011 , 2013 - 2018) - スティーブン・ピーナール (2006 - 2007) - ティンガ (2006 - 2010) - ヤクブ・ブワシュチコフスキ (2007 - 2016) - ハイナル・タマーシュ (2008 - 2011) - スヴェン・ベンダー (2009 - 2017) - マリオ・ゲッツェ (2009 - 2013 , 2016 - 2020) - ケヴィン・グロスクロイツ (2009 - 2015) | - 香川真司 (2010 - 2012, 2014 - 2019) - イルカイ・ギュンドアン (2011 - 2016) - イヴァン・ペリシッチ (2011 - 2013) - ヘンリク・ムヒタリアン (2013 - 2016) - 丸岡満 (2014 - 2015) - ミロシュ・ヨイッチ (2014 - 2015) - ケヴィン・カンプル 2015 - アドナン・ヤヌザイ (2015) - アクセル・ヴィツェル (2018 -2021) - トルガン・アザール (2019 -2022) - ユリアン・ブラント (2019 - ) - エムレ・ジャン (2020 - ) |

#### フォワード (FW)
| - フランク・ミル (1986 - 1994) - ステファヌ・シャプイサ (1991 - 1999) - カール＝ハインツ・リードレ (1993 - 1997) - ハイコ・ヘルリッヒ (1995 - 2004) - ルベン・ソサ (1995- 1996) - フレディ・ボビッチ (1999 - 2001) - マルシオ・アモローゾ (2001 - 2004) - ヤン・コラー (2001 - 2006) - ネルソン・バルデス (2006 - 2010) - モハメド・ジダン (2008 - 2012) | - ルーカス・バリオス (2009 - 2012) - ロベルト・レヴァンドフスキ (2010 - 2014) - マルコ・ロイス (2012 - ) - ピエール＝エメリク・オーバメヤン (2013 - 2018) - チーロ・インモービレ (2014 - 2015) | - アドリアン・ラモス (2014 - 2017) - ウスマン・デンベレ (2016 - 2017) - ジェイドン・サンチョ (2017 - 2021) - パコ・アルカセル (2018 - 2020) - アーリング・ブラウト・ハーランド (2020 - 2022) |